# 英国陆军第十三军

第13军徽章

第13軍（英語：XIII Corps）是英國陸軍的一個軍，在第一次世界大戰期間於西線戰場作戰，並在第二次世界大戰期間在地中海和中東服役。

## 第一次世界大戰
英國第13軍於1915年11月15日在法國成立，由沃爾特·康格里夫中將領導，成為第四集團軍的一部分。英國第13軍在1916年的索姆河戰役中首次與敵軍正式交戰。1916年7月1日，在索姆河戰役的第一天，該軍佔領了皮卡第地區蒙托邦。

## 第二次世界大戰
1941年1月1日，當英軍的西部沙漠部隊在羅盤行動中與義大利第十軍作戰時，它被重新命名為“第13軍”，包括英國第7裝甲師、澳大利亞第6步兵師和第4印度步兵師。在第13軍最初的進攻中，第7皇家坦克團的瑪蒂達 II與第4印度師的第11印度旅一起，利用義大利防禦陣地的一個漏洞，從後方攻擊尼比瓦營地。義大利軍之馬萊蒂集團被摧毀。義軍將領彼得羅·馬萊蒂陣亡。
到1941年2月，羅盤行動取得了徹底的勝利。當羅盤行動隨著意大利第10軍的投降而結束時，第13軍司令部於2月被解散，其職責由昔蘭尼加司令部接管。西部沙漠的盟軍採取防禦態勢，中東司令部將注意力集中在希臘戰役上。
在北非的義大利軍隊得到了非洲軍團的加強。現在由隆美爾指揮的軸心國部隊發起反擊。菲利普·尼姆中將在隆美爾的進攻中被俘。第13軍於4月14日作為西部沙漠部隊總部重新啟用，負責指揮西部沙漠中的英國和其他大英國協部隊（主要是澳大利亞、印度和紐西蘭部隊）。
1941年8月，第一代魏菲爾伯爵阿奇博爾德·魏菲爾被克勞德·奧金萊克取代，英國和其他大英國協軍隊得到加強，於1941年9月創建了英國第8集团。此次改組，西部沙漠軍再次改編為第13軍。
在最終於1943年5月結束的北非戰役的剩餘時間裡，該軍一直是第8集团军的一部分。
第13軍仍然是第8集团军的一部分，由邁爾斯·登普西指揮，然後參加了1943年7月盟軍對西西里島的入侵。第5步兵師和第50步兵師都在第13軍之指揮下。
第13軍與第1加拿大步兵師和第5步兵師一起參加了盟軍對義大利的入侵，於1943年9月3日執行了貝敦行動，這是義大利戰役的一部分。第13軍隨後作為第8軍的右翼沿著亞得里亞海沿岸作戰，直到1943年底，參加了摩羅河戰役。
1944年5月，現在由西德尼·柯克曼指揮的第13軍轉移到盟軍前線的中左翼。在第四次卡西諾山戰役中，由英國第6裝甲師、英國第4步兵師和第8印度步兵師組成的第13軍部隊在加拿大第1裝甲旅的火力支援下成功地在夜間穿越了加里利亞諾河和拉皮多河，並攻入了利里河的德軍防禦中心。這場勝利具有巨大的意義，因為它摧毀或繞過了德軍對古斯塔夫防線的防禦，最終攻占了羅馬。
1944年8月17日，第13軍被轉移到美國第5軍團，成為其右翼。第五集團軍第13軍，指揮英國第6裝甲師、南非第6裝甲師、印度第8步兵師、英國第1步兵師和加拿大第1裝甲旅，在亞平寧山脈攻破哥德防線。
1945年1月18日，第13軍返回第8集团军。第13軍現在由約翰·哈丁指揮，是1945年春季義大利攻勢中第8集团军的左翼，該攻勢於1945年5月結束，軸心國部隊在義大利投降。第2紐西蘭師與第13軍一起行動，在的里雅斯特與南斯拉夫軍隊對峙，進入並佔領了這座城市。從1945年5月到1946年年中，第13軍恢復了這個充滿衝突的城市之秩序，並負責防守摩根防線。